# Dr. Chaos
Dr. Chaos is een videospel voor het platform Nintendo Entertainment System. Het spel werd uitgebracht in 1988.

## Ontvangst
| Beoordeeld door | Datum         | Score |
| --------------- | ------------- | ----- |
| Video Game Den  | 12 april 2011 | 60%   |
| HonestGamers    | 24 april 2013 | 30%   |